# Saludecio
Saludecio é uma comuna italiana da região da Emília-Romanha, província de Rimini, com cerca de 2.391 habitantes. Estende-se por uma área de 34 km², tendo uma densidade populacional de 70 hab/km². Faz fronteira com Mondaino, Montefiore Conca, Montegridolfo, Morciano di Romagna, San Giovanni in Marignano, Tavoleto (PU), Tavullia (PU).

## Demografia
| Variação demográfica do município entre 1861 e 2011                               |
|                                                                                   |
| Fonte: Istituto Nazionale di Statistica (ISTAT) - Elaboração gráfica da Wikipedia |